# Ethan Allen

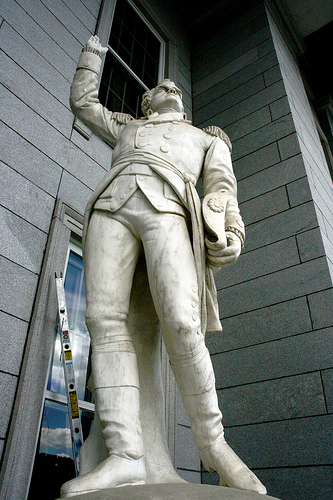
Statue von Ethan Allen im Vermont State House

Ethan Allen (* 10. Januar 1737jul. / 21. Januar 1738greg. in Litchfield, Colony of Connecticut; † 13. Februar 1789 in Burlington, Vermont) war ein US-amerikanischer Freiheitskämpfer. Er kämpfte gegen die Niederlassungen der Provinz New York in Vermont und später auch für die Unabhängigkeit Vermonts während des Amerikanischen Unabhängigkeitskrieges.

## Kindheit, Jugend und Familie
Als erstes von acht Kindern wurde Allen in Litchfield geboren, von wo aus seine Eltern Joseph und Mary Baker Allen bald nach seiner Geburt nach Cornwall in Vermont auswanderten. Einer seiner Brüder Ira Allen wurde später ebenfalls eine bedeutende Figur in der kolonialen Geschichte des Staates. Nach dem Tod seines Vaters übernahm er die Farm der Familie und heiratete die sechs Jahre ältere Mary Brownson (1732–1783), mit der er fünf Kinder hatte. Nach ihrem Tod heiratete er am 16. Februar 1784 die Witwe Frances Montresor Brush Buchanan, mit der er weitere drei Kinder bekam.

## Militärischer Werdegang
Allen diente im Franzosen- und Indianerkrieg und war an den Kämpfen um das Gebiet der sogenannten New Hampshire Grants zwischen Vermonter Siedlern und den New Yorker Einwanderern beteiligt, die die Landansprüche und Nutzungsrechte der ursprünglichen Besitzer nicht anerkennen wollten. Er wurde zum militärischen Anführer der Rebellen, die als Green Mountain Boys bezeichnet wurden.

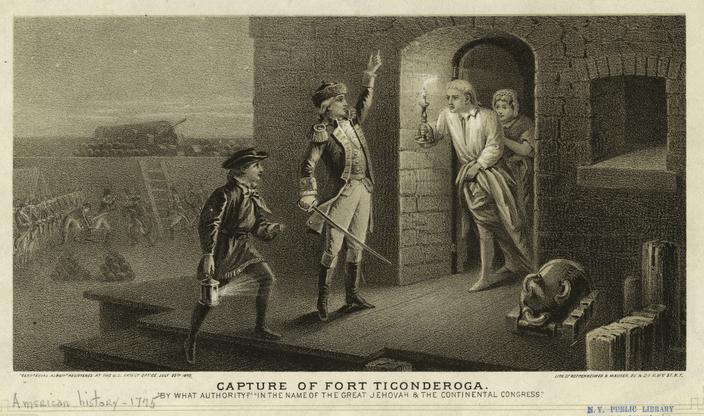
Allen fordert die Übergabe Ticonderogas (Heppenheimer und Maurer, 1875)

Beim Ausbruch des Amerikanischen Unabhängigkeitskrieges wurde Allen Oberst einer Abteilung Vermonter in der Kontinentalarmee. Im Kampf gegen die Briten war er 1775 an der erfolgreichen Einnahme des Fort Ticonderoga in der dritten Schlacht von Ticonderoga beteiligt. Nachdem er sich der Armee des amerikanischen Generals Schuyler angeschlossen hatte, leistete er bei General Montgomerys Feldzug nach Kanada gute Dienste. Er geriet bei dem missglückten Versuch, Montréal einzunehmen, in die Hände der Briten, die ihn als Gefangenen nach England schickten und erst 1778 gegen den Obersten Campbell auswechselten. Als in Vermont die alten Kolonialunruhen wieder ausbrachen, wurde Allen zum General der Staatsmiliz.

## Politischer Werdegang
Allen trat vor den Kongress, bei dem er durch Verhandlungen in den Jahren 1780 und 1783 mit dem Gouverneur Kanadas durchsetzte, dass Vermont als ein eigenständiger Staat angesehen wurde. Wegen dieser Verhandlungen wurde er des Verrats bezichtigt, nachdem aber seine Verhandlungen offensichtlich und erfolgreich zur Unabhängigkeit Vermonts führten, wurde er nie offiziell angeklagt. Er war dann längere Zeit Mitglied der Legislatur dieses Staats. Er starb im Februar 1789, zwei Jahre bevor Vermont als eigenständiger Staat anerkannt wurde.

## Veröffentlichungen
Allen veröffentlichte verschiedene Schriften:
- Narrative of Colonel Ethan Allen's Captivity (1779)
- Vindication of the Opposition of Vermont to the Government of New York (1779)
- Reason the Only Oracle of Man, or A Compendious System of Natural Religion (1784) (gemeinsam mit Thomas Young)

## Gedenken
Die United States Navy benannte zwei Schiffe zu Ehren von Ethan Allen (eine Bark im Amerikanischen Bürgerkrieg und ein strategisches U-Boot), sowie das Fort Ethan Allen, ein Außenposten der Kavallerie in Colchester und Essex. Ein Ausflugsboot im Lake Champlain, die Spirit of Ethan Allen III ist ebenfalls nach Allen benannt, ebenso wie der Ethan Allen Express, ein Zug der Amtrak, der zwischen New York City und Rutland verkehrt.
In der Statuary Hall des Kapitols befindet sich eine Statue, die an Allen erinnert und Vermont repräsentiert.